# Gârcov (gmina)
Gârcov – gmina w Rumunii, w okręgu Aluta. Obejmuje miejscowości Gârcov i Ursa. W 2011 roku liczyła 2303 mieszkańców.